# Trevion Williams
Trevion Lamon Williams (Chicago, Illinois; 17 de diciembre de 2004) es un baloncestista estadounidense que pertenece a la plantilla del Maccabi Tel Aviv B.C. de la Ligat ha'Al israelí. Con 2,08 metros de estatura, juega en la posición de pívot.

## Trayectoria deportiva

### Universidad
Jugó cuatro temporadas con los Boilermakers de la Universidad Purdue, en la que promedió 10,8 puntos, 7,0 rebotes y 1,8 asistencias por partido. Llegó a la competición con un peso de 147 kilos, pero logró adelgazar 23 durante su temporada freshman. En 2021 fue incluido en el mejor quinteto de la Big Ten Conference por los entrenadores de la conferencia, y al año siguiente, saliendo desde el banquillo, fue elegido mejor sexto hombre.

#### Estadísticas
| Año     | Equipo | PJ  | PT | MPP  | %TC  | %3P  | %TL  | RPP | APP | ROB | TPP | PPP  |
| ------- | ------ | --- | -- | ---- | ---- | ---- | ---- | --- | --- | --- | --- | ---- |
| 2018–19 | Purdue | 34  | 8  | 10.3 | .542 | .333 | .514 | 4.0 | .5  | .4  | .4  | 5.2  |
| 2019–20 | Purdue | 31  | 22 | 21.5 | .515 | .333 | .479 | 7.6 | 1.5 | .6  | .4  | 11.5 |
| 2020–21 | Purdue | 28  | 26 | 25.1 | .525 | .000 | .500 | 9.1 | 2.3 | .7  | .6  | 15.5 |
| 2021–22 | Purdue | 37  | 4  | 20.1 | .547 | .357 | .597 | 7.4 | 3.0 | .9  | .6  | 12.0 |
| Total   | Total  | 130 | 60 | 18.9 | .531 | .310 | .529 | 7.0 | 1.8 | .7  | .5  | 10.8 |

### Profesional
Tras no ser elegido en el Draft de la NBA de 2022, firmó para jugar con los Boston Celtics las Ligas de Verano de la NBA. Firmó posteriormente con los Golden State Warriors, pero fue despedido el 3 de octubre de 2022, junto con Mac McClung.
El 24 de octibre se unió a la pretemporaa de los Santa Cruz Warriors de la G League. Allí promedió 8,5 puntos y 7,9 rebotes en los 25 partidos que disputó.
El 11 de enero de 2023 fue traspasado a los Capital City Go-Go.
El 18 de julio de 2023 firmó con el ratiopharm Ulm de la Basketball Bundesliga.
El 11 de julio de 2024 firmó un contrato de dos años con el Alba Berlín de la Basketball Bundesliga. Pero deja el equipo y el 22 de diciembre firma con el Maccabi Tel Aviv B.C. de la Ligat ha'Al israelí hasta el final de la temporada y una más.